# Canciones del huracán
Canciones del huracán es el primer álbum de estudio del grupo musical Tan Biónica. Fue grabado entre 2006 y 2007, y fue reeditado en 2009 junto con la reproducción extendida titulada Wonderful noches, y bajo el ala de éxitos como «Arruinarse», «Chica biónica» y «Lunita de Tucumán», Tan Biónica lideró las listas de las radios más importantes del país, y alcanzó una fuerte rotación en los canales televisivos de música.

## Descripción
El álbum se plantea mucho más rockero que su predecesor, con constante presencia de guitarras eléctricas, ritmos frenéticos y una mayor potencia en la voz del vocalista. Las letras en la mayoría de las canciones del álbum parecen hablar acerca del consumo de narcóticos y las consecuencias que esto deja mediante metáforas, pero también toca otros temas como el amor, desamor y la depresión. Canciones como «La depresión» y «Chica biónica» parecen hablar sobre una mujer cuya adicción a las drogas la destroza y la vuelca hacia un estado depresivo, del cual sólo parece escapar consumiendo más narcóticos. Mientras tanto, canciones como «Vinidy Swing» y «Mis madrugaditas» hablan sobre festejar sin motivo aparente («...hoy quiero festejar que no festejo sólo») y entregarse a los vicios sin sentir ningún tipo de culpa al respecto.

## Lista de canciones
| Canciones del huracán |                     |                      |                       |          |  |
| N.º                   | Título              | Letras               | Música                | Duración |  |
| 1.                    | «Chica biónica»     | Chano                | Chano                 | 4:30     |  |
| 2.                    | «Arruinarse»        | Chano                | Chano · Bambi · Diega | 4:09     |  |
| 3.                    | «Mis madrugaditas»  | Chano                | Chano                 | 4:09     |  |
| 4.                    | «La ensalada»       | Chano                | Chano · Bambi         | 5:22     |  |
| 5.                    | «Yo te espero»      | Chano                | Chano · Bambi         | 3:37     |  |
| 6.                    | «Vidas perfectas»   | Chano                | Chano                 | 4:42     |  |
| 7.                    | «El huracán»        | Chano · Bambi · Seby | Chano · Bambi         | 3:44     |  |
| 8.                    | «Tapa de moda»      | Chano                | Chano                 | 4:11     |  |
| 9.                    | «La depresión»      | Chano                | Chano · Bambi         | 5:22     |  |
| 10.                   | «Queso ruso»        | Solari · Beilinson   | Solari · Beilinson    | 4:18     |  |
| 11.                   | «Vinidy Swing»      | Chano                | Chano · Bambi         | 5:26     |  |
| 12.                   | «Nací en primavera» | Chano                | Chano                 | 4:08     |  |
| 13.                   | «Bye Bye»           | Chano                | Chano                 | 3:54     |  |
| 14.                   | «Lunita de Tucumán» | Chano · Bambi · Seby | Chano · Bambi         | 3:56     |  |
| 15.                   | «Frágil»            | Chano · Bambi · Seby | Chano · Bambi         | 3:56     |  |
| 61:28                 |                     |                      |                       |          |  |

## Videos musicales
- «Arruinarse»
- «Chica biónica»
- «Tapa de moda»
- «Lunita de Tucumán»